# Dr.HOUSE
『Dr.HOUSE』（ドクター・ハウス、原題：HouseもしくはHouse M.D.）は、2004年から2012年までアメリカ合衆国のFOX系列で放送された、1話完結型のテレビドラマ。製作はデイヴィッド・ショア、ブライアン・シンガーほか。
診断医としての評価は高いが一匹狼で捻くれ者の主人公ハウスとその診断チームが、他の医師が解明出来なかった病の原因をそれぞれ専門分野の能力や個性を生かして突き止めていく姿を描く医療ドラマ。もともとは「医療探偵（Medical detective）」というコンセプトが元になっており 、それは作中の随所でシャーロック・ホームズへのオマージュとして見られる。
日本では「US版ブラック・ジャック」というキャッチコピーが付いている（ただし、ハウスは正式な医師免許を持っている）。そのためか、レンタル用のCMにて一度だけ、ブラック・ジャックとハウスが共演している（台詞を繋ぎ合わせて、二人が会話している仕様）。

## 作品内容

### プロット
アメリカ・ニュージャージー州プリンストンにある、架空の病院であるプレインズボロ教育病院が舞台である。
主人公で、同病院の解析医療部門のチーフであるグレゴリー・ハウス医師は業界でもよく知られる天才医師だが、人間性は最悪で、病因が特定できるのであれば何をしても良いと考える、良く言えば型破り、悪く言えば傍若無人な人物である。
ほとんどのエピソードは、どこかで患者が病気を発症するシーンから始まる。患者はプレインズボロ教育病院へやってくるが、序盤において検診嫌いのハウスは自ら患者を診ようとせず、別のことにうつつを抜かしている。やがて定石の治療では治らず、興味深い症状を見せる段になり、ハウスは患者に興味のないフリをしつつ、病因の特定を行い始める。
ハウスは、部下達を交えてまず症状から推測される原因を数多くホワイトボードに列挙することから始める。ハウスは意図的に誘導しながら部下と問答して意見を取捨選択していき（基本は悪辣なジョークを交えながら部下の意見を全否定する）、最後に最も妥当な見解を示して部下に治療法を指示する。治療の結果、患者は一時、症状を改善するが（時にはそれすらも無く）、別の症状が現れるなどして前よりさらに悪化し、ハウスらを悩ます。
ハウスらは再度、前と同様に新しい症状を踏まえての病因の推測や、それを発見するための手段について討論と実行を繰り返す。この時、ハウスは部下に患者の家への不法侵入を命じたり、「人は嘘をつく」という持論などから、患者の人権をないがしろにするような言動で患者やその周囲の人物を怒らせる。
終盤、カディに強制的にやらされた診察や、親友・ウィルソンとの会話、あるいは部下の何気ない一言などをきっかけとして真の病因に気づく。そして、部下に正しい治療法を指示し、治療が成功したことを知って満足して終わる。
一部の前後編のエピソードを除くと、一話完結型のドラマであり、その回の案件はその回の内に終わる。しかし、第1シーズンの後半以降は、複数話にまたがるシナリオがその回のテーマとなる病気とは別に同時並行で進行することが多く、ストーリーに厚みを持たせている。また、病因の特定はできたが不治の病や特定が遅れたり、誤った病気の治療によって患者が死亡するエピソードもある。

### 人は嘘をつく（Everybody lies）
ストーリーの序盤から中盤にかけてハウスらは正しい病因を特定できない。それは複数の病気の合併症だったり、極めて症例が少ない事例など病気自体に原因があるが、同時に患者達が嘘をつくことで病因特定の妨害になることも多い。
ハウスは「人は嘘をつく（Everybody lies）」「その患者は嘘をついている（The patient is lying）」が口癖で、傍目には美談に見える患者の出来事でも症状の一つとして考え、その仮定の下に診断を行う。これを邪推として反論する上司（カディ）や部下達に対してまともにとりあわず、二転三転した結果としてハウスの推測が当たっているか、ハウスも予見しない第3の真実が明らかになる（いずれにしても患者は嘘をついていたこととなる）。特にハウスが患者から真実を引き出させようとする際には、患者やその家族をわざと怒らせたり、部下に患者宅への不法侵入をさせるといった手段をとる。

### シャーロック・ホームズへの言及

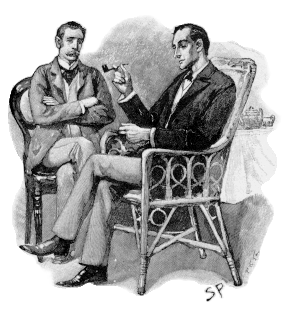
ワトソン博士とシャーロック・ホームズ

グレゴリー・ハウスは著名な架空の探偵シャーロック・ホームズが元になっているという事実は、シリーズの多々に表れている 。「House」と「Wilson」の組み合わせは、シャーロック・ホームズシリーズに登場する「Holmes」と「Watson」へのオマージュである。どちらの主人公も楽器を演奏し（ハウスはピアノなど、ホームズはバイオリン）、薬物を乱用する（ハウスはバイコディン依存、ホームズはコカイン）。さらにハウスとウィルソンの関係は、ホームズとワトソンの関係に対応する。ハウスの居住地は 221B Baker Street であり、これはホームズの住所と同じである。ウィルソンの住所もまた 221Bである。

## リリース
アメリカでは、2012年5月21日に放送された第8シーズン最終話をもって放送終了となった。全177話。また、最終回直前には『House: Swan Song』と題した特番も放送された。
日本では2005年より『HOUSE』のタイトルで専門チャンネルのFOXライフ HDで第1シーズンが放送され、その後2006年の8月から通常のFOXチャンネルでも放送した。2007年6月の第2シーズン放送より、現在の『Dr.HOUSE』に邦題を改題した。FOXチャンネルでは2008年2月から日本語吹替版も放送を開始。字幕版の放送終了後に吹替版の放送を開始する形で放送された。また、日本のBSデジタル放送では、2012年3月から、ブロードキャスト・サテライト・ディズニー(Dlife)で放送されている。地上波では、2009年5月から日本テレビ系が日本語吹替版を第2シーズンまで放送した。
DVDは、2009年4月24日から2014年5月9日にかけて、順次リリース（レンタルおよびセル）が行われた。

## ストーリー
1話完結であるため、シーズンを通してストーリー性や重要な話がある物を挙げる。

### シーズン1
診断で名を馳せた医師グレゴリー・ハウスは、その捻くれた性格が災いして雇い手がいなくなった。大学時代からの友人カディに拾われた形でプレインズボロ教育病院に雇われ、診断科を立ち上げる。
ハウスは3人の優秀な部下を採用したが、持ち前の性格から患者を扱わない日々が続いていた。腫瘍学部門部長のウィルソンは、親友であるハウスの状況を危惧して、「嘘をつき原因不明の症状を持つ患者」を診させることにした。
シーズン後半。スポンサーが欲しいカディは、病院の会長に製薬会社のオーナーでもあるエドワード・フォグラーを迎える。フォグラーは独裁的な人物で、当然傲慢なハウスと衝突を始める。フォグラーは表向きは倫理観を持ち出して、ハウスを辞めさせるために圧力をかけていく。やがて、ハウスを庇うウィルソンが解雇され、自己犠牲からキャメロンも辞職する事態に陥る。

### シーズン2
シーズン前半。ハウスの元恋人でもあり、シーズン1終盤でハウスと再会を果たしたステイシーは、カディの要請を受けて病院の顧問弁護士に就く。ステイシーと縒りを戻したいハウスはことあるごとに彼女にちょっかいを出し始める。最初は拒否していたステイシーもやがてハウスとの関係を修復しようと考えるが、夫マークの必死な姿に心を動かされたハウスは身を引き、ステイシーは病院を去っていく。

### シーズン3
シーズン2の最後に、過去の患者の夫に拳銃で撃たれたハウスは、自身が命令した麻酔治療を行わせた。一時は足の痛みが消えるものの、再発してしまう。そんな中で、ハウスはある男・トリッターの診察を行い、いつもの調子で相手の自尊心を傷つける。トリッターはカディの下に赴き、ハウスの謝罪を求めるがハウスは意に介さない。そんなトリッターは麻薬捜査官で、ハウスがバイコディン中毒であることを嗅ぎ付けると、薬物の不法使用で立件しようと捜査を始める。最初は全く相手にしていなかったハウスも、チェイスらハウスの部下やウィルソンを利用するトリッターの手腕に追い詰められていく。だが、有罪かと思われた矢先、カディの偽証で無罪を勝ち取り事なきを得る。
シーズン後半。フォアマンはハウスを認めつつも自分がハウスのような人間になることを恐れ反発していた。だが、ある男児の治療の際に独断的な治療を行ってしまい、自分がハウスのような人間になりかけていることを自覚する。そしてフォアマンは辞職を決意し、ハウスは表向き意に介さないと言いながら、裏で手をまわしてフォアマンを思い留めようとする。

### シーズン4
シーズン3の最後に、フォアマン、キャメロン、チェイスの3人はハウスの下を去った。ただし、キャメロン、チェイスは、他の病院に移動したが、キャメロンはERに、チェイスは手術部に戻ってきていた。ハウスは平静を装い、新たなチームの結成を頑なに拒否するが、カディやウィルソンに説得され、しぶしぶ部下の募集を始める。そしてハウスは、時に無理難題をふっかけながら、集まった40人の中から3人を選ぼうとする。しかし、一方で、ハウスはかつての部下3人が病院内にいることを知り、時々知恵を借りていた。紆余曲折の後、ハウスはカトナー、タウブ、ハドリーの3人を選び、そこにプレインズボロ教育病院に戻ってきたフォアマンを加えた新体制を発足させる。
シーズン後半。選考から漏れたアンバーはウィルソンと恋仲になっていた。ハウスはアンバーの狡猾な性格を踏まえ、ウィルソンを介して自分の部下になるための策謀と考える。そこで親友を救うため、2人の仲を裂こうと画策するが、やがてアンバーが本気でウィルソンを愛していることを知り、2人の仲を認める。

### シーズン5
シーズン4の最終話でアンバーが亡くなり、未だに立ち直れないウィルソンは、プレインズボロ教育病院を辞める決意をする。ウィルソンを引き留めようとするハウスだが、アンバーの死に責任を感じており、上手く説得することができない。ウィルソンもまたハウスの責任ではないと知りつつも絶交を宣言し、病院を去る。そんな折、ハウスは父親が亡くなったことを知らされる。葬式に行こうとしないハウスを母親の頼みでウィルソンが連れて行くことになり、その旅路で再び友情をはぐくみ、ウィルソンは病院に復帰する。
チームではカトナーの唐突な死の一報が舞い込む。何かの予兆を見逃してたかもしれないという自己責任との葛藤からハウスは不眠症になり、更にはアンバーの幻覚を見る。始めはアンバーの意見に従っていたハウスだが、アンバーの謀略を見抜けず、患者はもとよりチェイスをも殺しかねない状況に陥った。彼女の幻覚は頻度を増し、ハウスはバイコディンの過剰摂取が原因と考えるが薬を手放すことができない。カディとの仲もアンバーに操られた幻想でしかなく、ついにバイコディン中毒の治療を決意する。

### シーズン6
シーズン5の最後、幻覚症状は消えず、ついに入院し治療を受けることを決意したハウス。やがて幻覚症状は消え退院を望むが、担当のノーラン医師はハウスの精神問題を指摘し、より深刻な精神病棟へ入れる。ノーランに反発し、病院のスタッフを困らせるハウスだったが、その行動によって患者の一人が自殺未遂を起こす。ついにハウスは自身の病気に向き合うことを決意し、ノーランの治療を受け入れる。そして、人との付き合い方を学び退院したハウスだったが、病院への復帰はしないことを宣言し、診療科はフォアマンが率いることとなる。しかし、タウブが辞め、ハドリーをクビにしたフォアマンに部下がいなくなり、急遽キャメロンとチェイスが診断科に貸し出される。ノーランの勧めでハウスも診療科へ戻り、あくまでアドバイザーとして振舞うが、やがて本格的に復帰し、かつての体制が復活する。
チェイスは大量殺戮を起こすかもしれない独裁者を自らの意思で死なせる。罪の意識に葛藤するチェイスはキャメロンとすれ違うようになり、やがてすべてを打ち明け別居する。別離か人間としての成長かの岐路に立たされたチェイスはハウスの元に残ることを選び、キャメロンと別れることを決意する。一方、ハウスは辞めたタウブとハドリーを診療科に引き戻す。だが、残ると思われたキャメロンが「愛していました」との言葉を残しチームを去る。

### シーズン7
シーズン6のラストで、患者を死に追いやったショックから再び薬に手を伸ばしかけたハウスの元をカディが訪れ、ハウスへの想いを告白。婚約者と別れてハウスと共に歩むことを決めたカディは、戸惑うハウスを優しくなぐさめる。一方で、ハドリーはハンチントン病の治療で休職したが、治験者に名前はなくアパートも引き払われ電話も通じず行方不明になってしまう。チームはハドリーの後任として天才医学生のマスターズを受け入れる。ハウスは道徳的で正直な彼女に、時にイラつき時に叱責するも心を動かされ、インターンの募集をマスターズのために設ける。
ついに結ばれたハウスとカディだったが、ハウスはカディとの共通点が見つからず、いつもフラれた時のことを考えてしまう。カディの「共通点がなくとも私は幸せ」という言葉にハウスも前向きな交際へ変化していく。だが、順調な交際が続いていたある日、カディに重病の疑いがかかる。心を平静に保てないハウスはとうとうバイコディンに手を伸ばしてしまい、カディを絶望させてしまう。カディから別れを切り出されたハウスは、アメリカ国籍目当ての女性と結婚。もはや二人が元に戻ることはないほどの亀裂が入ってしまっていた。

### シーズン8（ファイナル・シーズン）
カディの家に車で突っ込んだハウスは、懲役12ヵ月の刑に服していた。病院の院長に就任したフォアマンが刑務所を訪れ、ハウスに診断を依頼。GPS監視装置付きで病院に戻ると、オフィスは整形外科に代わり部下は神経科を追い出されたパクだけというひどい状況だった。憤慨したハウスは自身でお金を集め、タウブとチェイスを呼び戻し、ボランティアのアダムズを加え診断科を立て直す。
シーズン終盤。ウィルソンのガンが発覚し余命5ヶ月が告げられた。そんな中でハウスはしょうもない悪戯で病院を破壊し、6ヵ月間の刑務所への服役を宣告されてしまう。親友の最期の期間を一緒に過ごしたいハウスは病院から逃げ出すが、気がつくと廃屋で火事に巻き込まれており、隣には死体があった。

## 登場人物

### 主要レギュラー

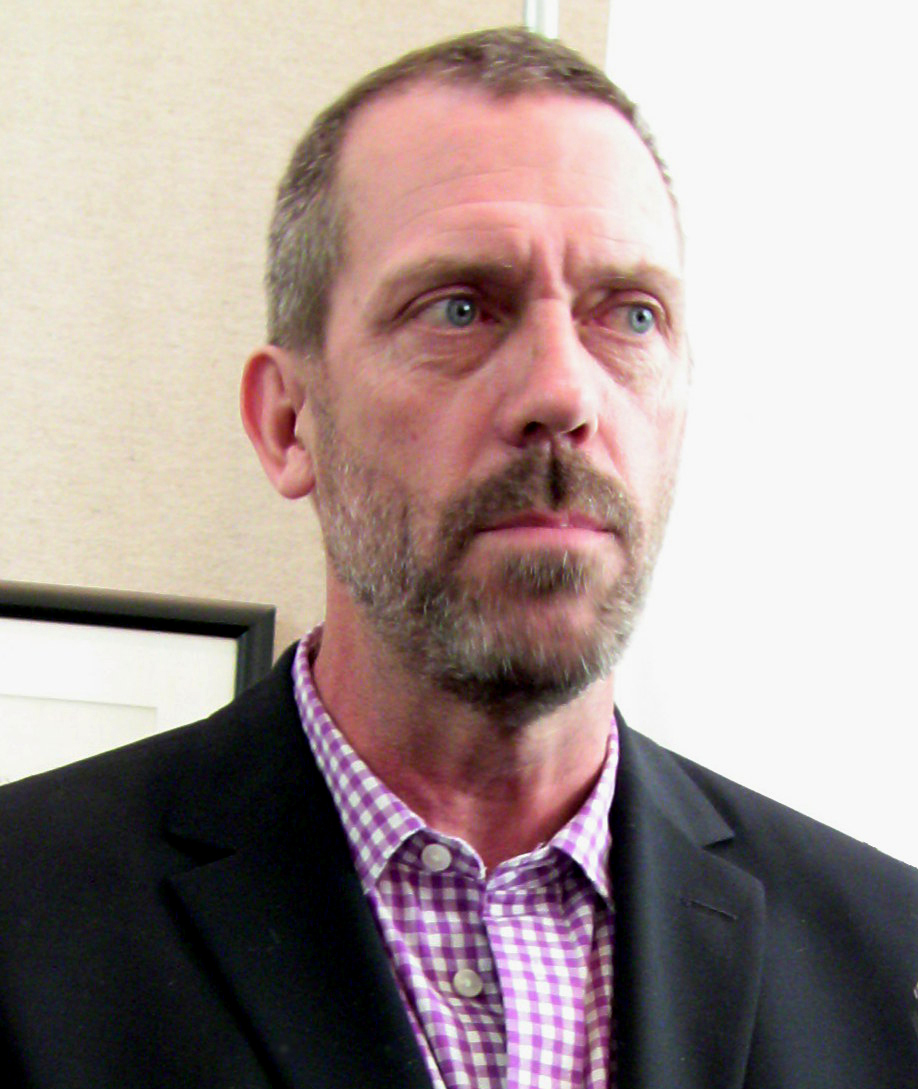
ハウス役のヒュー・ローリー

グレゴリー・ハウス (Gregory House)
演 - ヒュー・ローリー、日本語吹替 - 木下浩之
解析医療部門部長、放射線科専門医、感染症専門医、腎臓内科専門医師。
白衣を嫌う天才医師。過去、誤診により血栓の発見が遅れたことで右足の筋肉を失った経緯があり、杖をついて歩く。その後遺症により慢性的な足の痛みを抱えており、鎮痛剤のバイコディンを常用し、その依存症状態にある。性格は極めて傲慢で、結果として正しければ他のことを気にする必要はないという考えを持つ。そのため、非常に毒舌で患者も含めて他者に対する思いやりというものが感じられず、平然と人種的あるいは性的な差別を行う。加えて平素の一般診察や患者との些細な交流も嫌い、平常業務はサボることが多い。一方で気になる症状を見せる患者には度を超えて執着し、病因の発見や、その治療のためなら、部下に空き巣同様の行為を指示したり、患者に嘘をついて同意書にサインさせるといったことを平然と行う。パズル感覚で病因を探している面も否めないが、目的はあくまで患者の命を救うためであり、患者の死を最も嫌う。
「面白い(interesting)」「人は嘘をつく(Everybody lies)」が口癖で、興味を持った疾病には貪欲に食いつき、基本的に何でも疑ってかかる。合わせて、豊富な医学的知識と鋭い観察力によって、患者の隠したい事柄などを容易に見通してしまい、それが解明のきっかけになる一方でしばしばトラブルのきっかけにもなる。また、鋭い洞察力・観察力は診断だけでなく私生活でも活用され、容易にカディやウィルソン、部下達の嘘を見抜き、これもトラブルを良く招く。
プライベートでは音楽に造詣が深く、自宅のLP盤音楽を聴いたり、ピアノやギター、ブルースハープも弾きこなす。また、右側に大きく傷のあるCBR1000RR（レプソルカラー）で通勤しており、劇中でも良く乗りまわしている。
ジェームス・ウィルソン (James Wilson)
演 - ロバート・ショーン・レナード、日本語吹替 - 蓮池龍三
腫瘍学部門部長。
ハウスの親友。よく「自分には仕事と友人しかいない」と語り、癌の専門医として患者への余命の告知、またはハウスへの対抗策について、しばしば助言を行ったり、求められたりする。言動は好人物で、人として問題の多いハウスとも親友であることを続ける懐の大きい人物だが、かなりの女好きという短所を持つ。当初は既婚者であったが妻の浮気もあって後に別居・離婚し、慰謝料問題などでその間はハウスの家に居候したこともあった。
シーズン4では、ハウスの部下候補であったアンバーと付き合うようになり、同棲。明るい未来が来るように見えた矢先、バスの事故によってアンバーを亡くす。その後、そのショックからか一時病院を退職したり、安楽死に対する自己批判で医者を辞めようとしたりと紆余曲折あるが、カディのフォローやハウスの嫌がらせとも取られかねない行動と発言で何とか持ち直す。
最終シーズンで癌が発覚し、余命半年と宣告される。一切の治療を拒否することを選択し、死が迫る中でハウスの行動に影響を与える。
リサ・カディ (Lisa Cuddy)
演 - リサ・エデルシュタイン、日本語吹替 - 仲村かおり
理事、院長、内分泌学医師
院長・医療部長としてハウスの直接の上司であり、大学時代からの友人。ミシガン大学卒。日本語では稀にカッディと表記されることがある。日本語吹き替え版ではカディと表記されているが、作品内では「カッディ」と発音されている。問題行為があるものの、その実力からハウスをプレインズボロ教育病院に呼んだ人物。自分の指示通りに動かず憤ることも多いがウィルソンと並んで数少ない彼の理解者でもあり、その立場からハウスを助けることもある。
未婚だが子供が欲しいと願っており、人工授精などを試しているが上手く行っていない。その様な観点が絡むと、ハウスよりも暴走してしまうことがある。後に、ある患者の乳児を里親として引き取ることになり、シングルマザーとなる。
シーズン6では意を決したハウスからアプローチされるが、先に私立探偵のルーカスと付き合うようになっており、その感情のもつれからまたハウスと色々ぶつかる事となる。シーズン6の最後で婚約したルーカスと別れ、ハウスと付き合うことになる。しかし、自分が病気の時にバイコディンに頼らなければそばに寄り添うことができないハウスに絶望し結局は別れた。家に男がいることをハウスに見られ、車で家に突入される。接触禁止命令を警察に願い出て、病院を退職した。

#### ハウスの部下
放送開始からハウスの部下であったが、シーズン3後半のフォアマンの辞職の流れで、最終的に全員ハウスの下を去った。その後、シーズン4でフォアマンは復職し、残りの2人も部下では無いがレギュラーではある。シーズン6ではまたこの3人がハウスの部下として活躍する。
エリック・フォアマン (Eric Foreman)
演 - オマー・エップス、日本語吹替 - 勝沼紀義
解析医療部門医師、神経内科医師
ハウスの部下。アフリカ系アメリカ人。ジョンズ・ホプキンス大学を首席卒業した優秀な医師。医学・医療的観点からよくハウスに反対意見を述べる。とくに人種差別的な言動をする人物に嫌悪感を抱くなど倫理観は人一倍があるが、一方で皮肉屋で、時に度が過ぎることがある。また、狡猾でキャメロンの論文を盗んだこともあった。
出自は貧民層で、10代の頃は盗みなどの犯罪行為に手を染めていた。あるきっかけによって猛勉強し、大学合格を勝ち取って才能を開花させた経緯を持つ。そのため、大学に入る前の自分を嫌い、そのことに触れられることを嫌がる。
患者の命を守るためなら手段を問わないハウスと衝突することが少なくないが、ハウスの医者としての能力は認めている。しかし自分がハウスのような人間になることを恐れている。シーズン3では、ある子供に対して独断的な治療を行い、その事実から、いよいよ自分がハウスに成り掛けていることを嫌悪しプレインズボロ病院を去る。その後、ニューヨークの病院に就職したが、そこで独断的な治療をしてしまう。結果として患者の命は救えたが、許されない行為だとして、クビを宣告され、再びプレインズボロに戻ってくる。その後は、ハウスの部下という立場だが、前とは違い新しい部下の面々よりは上の立場で、ハウス不在時の代理的な役割を務めている。
最終シーズンでプレインズボロ教育病院の院長となりハウスの上司になる。最終話において、死んだはずのハウスが生きていることに気づき優しく笑みを浮かべる。
アリソン・キャメロン (Allison Cameron)
演 - ジェニファー・モリソン、日本語吹替 - 藤本教子
解析医療部門医師、免疫学医師
ハウスの部下。倫理的な面や女性的観点からハウスとよく衝突する。人道主義者的な性格により、精神的、社会的に孤立されている者に惹かれやすく、余命幾許もない男性と結婚した経験がある。また患者に対してもそれは同様であり、身寄りのない末期患者と親しくなることをウィルソンに制止された際、「善良な人間の死は無視されるべきでない」と反論していた。同じく社会的に孤立しているハウスに惹かれ一時付き合いかけるが、ハウスにもそのことを指摘され、上司と部下の関係にとどまる。その後、チェイスと身体の関係のみを求め、チェイスもそれに応じるものの、恋愛関係としての付き合いにしようとした彼を拒否した。
フォアマン辞職の一件でチェイスがクビになり、自身も辞職した。その後は、プレインズボロ教育病院の救命救急（ER）に勤めている。ハウスとの直接の関係は無いが、彼によくちょっかいを出され、シーズン5では院長代理に指名されるなど、何らかの形で関わる。また、チェイスとは本格的に付き合うようになり、同棲するようになる。そしてシーズン5の最終話で彼と結婚するが、シーズン6でチェイスの患者殺しを知り別の土地へ行ってやり直すことを提案。しかし、チェイスがハウスのもとに残ることを選択したため別居後離婚する。
最終話ではシカゴのER部長になっていることが語られ、結婚して子供をもうけている。
ロバート・チェイス (Robert Chase)
演 - ジェシー・スペンサー、日本語吹替 - 興津和幸
解析医療部門医師、集中治療医師、外科医師
ハウスの部下。オーストラリア出身でオーストラリア訛りで話す。医者としての能力は他の部下2人と比べるとやや低く、基本的にハウスには肯定的で、他の2人と比べて反対をしない。だがハウス並みのひらめきで事態を好転させることがあり、シリーズを重ねるごとに成長していった。シーズン2の2話の時点で30歳。父は著名な医者で裕福な家庭で育ち、神学校に通った経験もある。幼い頃に両親が離婚し、母に引き取られるも10代の頃にアルコール中毒で死亡。そのことで父と確執があったが、後に父が会いに来たときに彼が末期癌であることに気付かず、悩んだこともあった。
シーズン2においてキャメロンと肉体のみの関係として付き合うようになるが、彼女に好意を持つようになり後に結婚。しかし、シーズン6である患者を意図的に見殺しにした事により苦悩し、キャメロンと共に別の土地へ行くか留まって成長するかの選択を迫られ診断科（解析医療部門）に残ることを選ぶ。
フォアマン辞職の一件で、自身には何の不手際も無かったが、ハウスより唐突にクビを言い渡される。その後は、プレインズボロ教育病院の外科医になる。ハウスの部下だった時とは違い、自己を確立し反対意見も述べるようになる。また、裏からチームを支えるようになる。後に外科医の腕は病院一となり診断能力もチームを率いられるほどに成長。最終話ではハウスの跡を継ぎ解析医療部門部長となる。

#### ハウスの新しい部下
シーズン4以降で採用された新しい部下たち。形式上は、さらにフォアマンもメンバーである。
ローレンス・カトナー (Lawrence Kutner)
演 - カル・ペン、日本語吹替 - 中野光貴
シーズン4で新たに採用されたハウスの部下。候補6番。
採用試験のごく初期に失格を言い渡されるが、自身のプレートを「9番」だと言い張り、居残る。除細動器でボヤを起こすなど問題行動も多かったが、結局、最後まで残り採用となった。チェイスのようにひらめきで病名を当てる。
先のプレートの件や、ハウスの名を騙って金儲けを企んだり、フォアマンとサーティーンの偽装別離を見破るなど抜け目のない性格。しかし、タウブがクビになりそうになると手柄を譲るなど仲間思いの一面もある。タウブと一緒にいることが多く、互いに愚痴を言い合ったり世間話をしたりしている。
シーズン5の第20話にて突然亡くなる。警察の検証では自殺と判断されるが、その理由は不明でハウスは思い悩むこととなる。その後、アンバーの幻覚に悩まされるハウスの前に、同じく幻覚としてあらわれる。シーズン8、22話（最終回）にもハウスの幻覚として登場。
なおカトナー役のカル・ペンはホワイトハウスでオバマ政権の国民向け窓口の職につくため2009年より俳優業を引退しており、そのために急遽死亡扱いになった。
クリス・タウブ (Chris Taub)
演 - ピーター・ジェイコブソン、日本語吹替 - 岡哲也
候補39番。形成外科医。不祥事を起こしたため前の病院にいられなくなり、ハウスの部下に応募する。
候補者たちの中では医者の能力が高い方で、患者にも真剣に接し、カディやウィルソンも評価していた。フォアマンも彼が採用されるだろうと目を付けており、自分をまこうとしているハウスの行動に対してタウブの後をつければ良いと答えている。その結果採用されることとなる。チェイスからはアンバー同じく手段を選ばない人物と評されている。チェイス、カトナーほどではないが、ひらめきで患者を救ったこともある。意外に運動神経が良く、フォアマンとバスケットボールで競る。
妻帯者だが、過去に不倫をしていたことがある。罪悪感から妻にそのことを打ち明けて不和を招くが和解する。だが、妻がネットで知り合った遠方のあったこともない男を好きになり離婚した。生来の浮気性のため浮気相手と元妻を同時に妊娠させ、2児のシングルファーザーになる。
投資の失敗により多くの負債を抱えることとなり、実入りの良い形成外科医に一時戻るが、シーズン6でハウスにまた勧誘されて再度部下となる。
最終話ではフォアマンから推薦状をもらい他へ移ったようである。2児の父親として頑張る姿が映し出された。
レミー・ハドリー (Remy Hadley)
演 - オリヴィア・ワイルド、日本語吹替 - タルタエリ
候補13番。当初は自分から名乗らなかったためハウスは候補番号から彼女を「サーティーン」と呼ぶ。
採用試験では、彼女の考えが正しかったものの不注意で薬の錠剤を患者の犬が過って飲んでしまった事に気づかず、その結果患者を死に至らしめてしまう。しかし、2度とミスはしないだろうとして失格にはされなかった。最終候補にまで残り、アンバーの不採用が決まってカトナー、タウブと共に採用されるかに見えたが、ハウスに失格を言い渡される。しかし、これはフォアマンを含め3人しか部下をもつことを認めないカディに対する罠で、女性が1人もいないのは認められないとして合格が決まる。
遺伝性の難病（ハンチントン病）にかかっている。当初は検査自体を拒否し逃避していたが、アンバーの影響で検査を受ける決心をし、向き合うこととなる。両性愛者であったが、ハンチントン病の治療を続けるうちにその治験を行うフォアマンと恋人関係になる。しかしフォアマンの保身のために別れることとなる。
その後チームに復帰するもハンチントン病の治療のため休職（実質的な辞職）するが治療ではなく失踪であった。
ハンチントン病が進行した兄を安楽死させたため服役、出所したところをハウスに捕まった。「私には病が進行したときに殺してくれる人がいない」と心情を吐露したところ、ハウスから「俺が殺してやる」と言われチームに再度復帰した。
残り少ない人生を自由に過ごすか自身の技量で人を救い続けるのか迷っていたが、サーティーンを思いやったハウスからクビにされ自由になった。
ケリー・ベネディクト (Kelly Benedict)
演 - ヴィネッサ・ショウ
精神医学でレジデント終了。チェイスがサーティーンの後任として大学で編集長をしていたことを買って採用した。しかし、実際は記者であり容姿が優れていたためチェイスのセックス要員とメンバーには思われていた。ハウスのみならずフォアマンにも厳しくあたられ、患者の疾患が専門である統合失調症であるにもかかわらず見抜けなかったことから自信をなくし、自分からチームを去っていった。去り際にチェイスの誘いを受け入れた。
クリスティーナ・フレイザー (Christina Fraser)
演 - シャーリーン・アモア
フォアマンが採用し、ハウスに電話越しで新メンバーとして紹介したとたんにクビになった。ハウスがフォアマンに権威についての教訓を学ばせるためであった。
マーサ・M・マスターズ (Martha Meredith Masters)
演 - アンバー・タンブリン、日本語吹替 - うえだ星子
天才医学生。道徳心が強く人には正直であることを信条とする。
その性格は、ハウスにはめられ、ハウスの指示無しでの検査を行ったことをネタに「患者に正直に話せば、医学部から追い出しキャリアを台無しにする」と脅されたときでも正直であることを選んだ。その行動に心を打たれたハウスは、恋人となったカディが自身を止める事ができなくなったため、マスターズに「これからはおまえが止めろ」と言いクビにはしなかった。
恋愛には疎く、自身が“筋肉バカ”という患者に「前頭葉が良い子孫が残せそうだからセックスしろといっている」と理性が押さえられない。
チ・パク (Chi Park)
演 - シャーリーン・イー、日本語吹替 - 冠野智美
韓国系とフィリピン系の両親を持つアジア系の神経科医。セクハラ上司を殴って神経科から移動させられた。優秀だが一風変わっておりチームからは扱いづらいと思われている。
チェイスとのセックスの夢を見たことを気にしている。
ジェシカ・アダムズ (Jessica Adams)
演 - オデット・アナブル、日本語吹替 - 藤原美央子
刑務所の医師としてハウスと出会う。患者の治療の際に収監中のハウスと協力をしたことにより失職。病院に戻ったハウスのチームに（病院に金が無く雇えなかったため）ボランティアとして働き、後に正式に加わる。
裕福な家庭に生まれたが2ヶ月ほど家出をし年上の男と同棲していたことがある。夫に浮気をされたために離婚し男性不信になった。勇気を振り絞ってチェイスを誘うも鈍感なチェイスは気づかない。

### 短期レギュラー
エドワード・フォグラー
演 - シャイ・マクブライド、日本語吹替-石川ひろあき
第1シーズンに登場。製薬会社オーナー。
自身の会社の新薬の効用を試したいという思惑と多額の予算が欲しいカディの思惑とが合致し、大口のスポンサーを兼ねた病院の会長に就任する。ハウスについて、その倫理観や粗暴な言動から病院に望ましくないとして退職させようとする。実際には、自身がかなり酷いワンマンな性格で、病院のためではなく、自分の思い通りに動かない事に対する個人的な動機であった。そのため、次々とかなり強引な手段に打って出る。
予算が欲しいカディが庇うため、キャメロン、ウィルソンがクビになる事態にまで発展する。理事会でハウスの解雇が決まりそうになったが、直前で考えを改めたカディがフォグラーの解任手続きを取ったため、逆に会長職を追われることとなる。
ステイシー・ワーナー
演 - セーラ・ウォード、日本語吹替 - 織田芙実
第1シーズンの最後、第2シーズン、第8シーズンの最後に登場。弁護士。ハウスの元恋人。
かつてハウスと付き合っていたが、ハウスが右足の筋肉を失うきっかけになった出来事によって別れる。その後、マークと結婚するが、夫が病気にかかり、これを治せるのはハウスしかいないとして病院へ連れてくる。
その後、カディの要請で病院の弁護士になる。よりを戻したいハウスとやり取りを行ったが最後は病院を去る。
マイケル・トリッター
演 - デヴィッド・モース、日本語吹替 - 幹本雄之
第3シーズンに登場。麻薬捜査官。
たまたま診療にあたったハウスに屈辱を受け、謝罪を求めたが拒否される。これが発端となり、ハウスに屈辱を与えるために行動を起こす。自身が麻薬捜査官ということもあり、バイコディン中毒のハウスの起訴を目指し、徹底的に追い詰める。しかし、カディの偽証により、裁判では負けてしまう。結果、この判決を受け入れ、ハウスへの追求を諦める。
ハウスでさえ、そのしつこさに辟易して謝罪に追い込まれるほどの異常な執念深さを持つ人物。
アリ
演 - レイトン・ミースター
第3シーズンに登場。17歳の少女でハウスに好意を持ち、年齢差も気にせず、ことあるごとにハウスの下に訪れる、いわゆるストーカー。
ハウスの周りはアリをハウスから離させようとするが、当のハウスはその気があるかのようなそぶりを見せアリを受け入れるような言動をとる。しかし、命に別状は無い軽度の感染症にかかっていることをハウスは見抜き、その症状として判断能力に障害が出ていると診断する。ハウスは彼女に治療を促し、別れる。
アンバー・ヴォラキス (Amber Volakis)
演 - アン・デュデック、日本語吹替 - 丸山雪野
第4シーズンに登場。ハウスの新しい部下候補の1人。候補24番。ハウスはその性格から彼女を「性悪女」と呼ぶ。
事を成すためなら手段を選ばない性格で、ことあるごとに他の候補者を蹴落とす行動に出る。医者としての能力も高く、結果が正しければ何をしても良いという考えなどはハウスにも通じているため、カディも有力な候補者の1人として挙げていた。そのため、最後まで残っていたが、ハウスに「自分の部下になることは常に敗者になることであり、君は耐えられないだろう（要約）」として、失格を言い渡される。
その後、ウィルソンの新しい恋人として登場。実はクビになったアンバーをウィルソンが慰めている間に恋仲になっていた。ハウスは、彼女の性格から、親友であるウィルソンを懐柔して自分の部下になろうとしていると考え、ことあるごとに2人を邪魔をしたが、やがて2人の愛が本物だと知る。また、アンバーもウィルソンとの出会いによって性格が丸くなっていった。
ウィルソンと同棲するようにもなり、今後も良好な関係が続くと思われたが、シーズンラストのバス事故にハウスと共に巻き込まれ、原因不明の重体に陥ってしまう。ハウスとチームは懸命に彼女を救おうとするが、原因が分かったときにはすでに手遅れだった。ウィルソンの考えで全身麻酔を施されていたが、最期は僅かな時間ながらも麻酔から離脱、ウィルソンに看取られながら亡くなる。
シーズン5の終盤、ハウスの幻覚という形で再登場する。ハウスを助言と見せかけて誤りへ導き、患者の症状を悪化させる。チェイスすら殺そうとするアンバーにハウスは悩ませ続けられ、最終的にバイコディン中毒の治療を決意させる。
シーズン8の最後にもハウスの幻覚として登場した。
ルーカス・ダグラス (Lucas Douglas)
演 - マイケル・ウェストン
私立探偵。シーズン5より登場。
ハウスが患者達の身辺調査を行うという名目で、病院を辞めたウィルソンを調査するために雇った私立探偵。他にタウブら新しい部下の面々も調査させている。人と直接接する時はたどたどしいが、探偵としての能力は一流。場合によってはハウス以上に人の心理を読み取ることもでき、何気ない会話から解決に一役買うこともある。そのため、ハウスは彼を気に入り、専属の探偵として雇う。
ハウスにカディの調査を頼まれるが、逆にカディに一目惚れしてしまいアプローチするようになる。その後、シーズン6ではカディの心を射止め付き合うようになる。だが、結局はハウスを忘れられないカディに、婚約を破棄しハウスの元へ行くように言った。
ダリル・ノーラン (Darryl Nolan)
演 - アンドレ・ブラウアー、日本語吹替 - 斉藤次郎
精神科医。
メイフィールド精神病院の医師。ハウスが薬物中毒よりも根深い問題を抱えていることを指摘し、長期療養を勧める。早く退院したいハウスとの頭脳戦になるが、常に一歩先を行きハウスの作戦をことごとくつぶす。ハウスをここまでやり込めた人物は他になく、ハウスは彼ほどの切れ者が病棟の責任者に収まっているのはおかしい、きっと何かをやったに違いないと考えている。
フリーダムマスターの飛び降り事件でハウスを見限ろうとしたが、「助けてくれ」という心からの叫びを聞き二人三脚で中毒症治療だけでなく人との付き合い方を教える。
ハウス退院後の面談で、ネット診断をしたときのハウスの話から診断医に戻るよう勧めた。その後も面談は続けられていたが、周りが幸せになる中、ハウス自身は不幸のままであることに我慢がならず、効果が出るまでに時間がかかると言う説得もむなしく去っていった。だが、その後のエピソードでハウスの患者がドラッグ中毒や精神疾患のときコンタクトを続けていた描画がある。
サマンサ・カー（Samantha Carr）
演 - シンシア・ワトロス
放射線医師。
愛称はサム。ジェームズ・ウィルソンが医学校最後の2年間（1990年から1991年まで）の最初の妻。話し合いもせずに弁護士から離婚を通知し、ウィルソンをしばらくの間“酷い状況”に追い込んだ。再度ウィルソンと付き合うことになったが、そのことを許せないハウスによって邪魔が入る。チャンスが欲しいとハウスに訴え、交際を進めた。だが、放射線量のカルテ偽造がばれ、そのことによる考えの相違からウィルソンをまたも話し合い無しで交際を終わらせた。
レイチェル・カディ（Rachel Cuddy）
演 - Kayla Colbert、Rylie Colbert
カディの養女。
ハウス曰く「行動試験で猿だと分かってしまうほどのバカ」「何でも口に入れるバカ」。しかし、ごく自然にウソをついたところから「俺よりウソが上手い」「賢い子」と評価が変わっていった。

### ハウスの部下の候補者たち
シーズン4におけるハウスの部下の候補者たち。アンバー・ヴァラキスについては#短期レギュラーの項を参照。
ジェフェリー・コール (Jeffrey Cole)
演 - エディ・ガテギ
候補18番。敬虔なモルモン教徒だが、それゆえに宗教嫌いのハウスから、難題をふっかけられる。
ハウスがカディのパンツを持ってきた者を残し、かつ2人を選ばせその片方を残し、もう片方を脱落者とするゲームを始めた際に、ハウスの手綱を握りたいカディと協力。選ぶ2人をカディが決める条件で彼女のパンツを手に入れ、ハウスに渡す。しかし、ハウスに見破られ、カディに協力する者は許されないとして失格を言い渡される。
トレビス・ブレナン (Travis Brennan)
演 - アンディ・コミュー
候補37番。元々、国境なき医師団の一員としてアフリカで現地人への治療を行っていたが、結婚を機に定住する必要に迫られ部下に応募する。
アフリカ時代に急性灰白髄炎患者をビタミンCの大量投与で治したことがあり（事実かは不明）、それを証明するために熱中症の患者にタリウムを投与。ポリオに見せかけて治療し、医学的に証明したかのように見せる。しかし、ハウスに見破られ、失格ではなく辞退を迫られて去る。
ヘンリー・ドブソン (Henry Dobson)
演 - カーメン・アルジェンツィアノ
候補26番。他の候補者たちに比べ明らかに歳をとっており、ハウスは年齢を指摘した時に「20代」と答えたために彼を「若造」と呼ぶ。
実はただの元医療事務員だが、勤務先の病院で30年間講義を聞き続けたために深い医学知識を持ち、他の候補者に劣るどころかハウスと同様の見解を示すこともある。ただし、医大を出ていないので直接的な医療行為は行えない。機転も利き、型破りなハウスなら自分を雇ってくれると思い部下に応募する。
ハウスは彼に医師免許 が無いことを見破り、他の候補者たちに医師免許が無いことをバラすも失格とはしなかった。ハウスとの相性も良く、考え方もハウスと似ていたが、それ故に「同じ人間はいらない」として失格を言い渡される。しかし失格にされたドブソン自身も同じ考えを抱いていたため、ハウスの決定を素直に受け入れた。失格になるまでの間にハウスやウィルソンと友人になったようである。
なお、具体的な年齢は作中では明かされないが、演じたアルジェンツィアノは当時64歳であった。
サミラ・タージ (Samira Terzi)
演 - マイケル・ミシェル
CIA本部在職の医師。女性。後に、後述の理由によりCIAを辞職し、ハウスの下へやってくる。正確には候補者ではない。
ハウスがCIAに呼ばれた際に、通常であれば懸念も残るところを最終的には支持して患者を救う。その一連のやり取りの中でハウスが、いつもの調子で冗談交じりに女性及び部下候補として口説いたため、それを真に受けてCIAを辞職、途中から選考に参入する。その時点で候補に残っていた者たちの中では突出して診断能力が低く、周りを戸惑わせる（さらにハウスが、ふざけて彼女の見解を支持したりすることも重なる）。しかし、サミラ自身は辞職してまでやってきたのだから当然受かると、既に採用された気になっていた。さすがのハウスも自分の発言によってわざわざ職を辞してまで来たので安易にクビにできず悩んだが、公平性を維持するとして彼女に失格を言い渡す。

### その他の人物
ジョン・ハウス、ブライス・ハウス(John and Blythe House)
演 - R・リー・アーメイ、ダイアン・ベイカー
ハウスの両親。ジョンは海兵隊将校。
息子想いの両親であるが、ハウスは父・ジョンを酷く嫌っており、彼らが尋ねてきても会おうとしない。ハウスは当初は軍人ゆえに体罰を伴う厳しい躾が原因とウィルソンに話していたが、実は母の不倫相手の子ではないかという疑念が原因であった。
シーズン5第4話にてジョンは亡くなる。それを利用してハウスはDNA検査を行い、結果、長年の疑念の通り、血が繋がっていなかったことを確認する。しかし、むしろその事実にハウスは強いショックを受ける。
ハウスの母は、唯一ハウスが敵わない相手として存在している。ハウスのウソが一切通用せず、ハウス曰く「母はウソ発見器」。
- ロドニー・フォアマン（チャールズ・S・ダットン） - エリックの父
- マーク・ワーナー （キュリー・グラハム） - ステイシーの夫
- ブレンダ・プレビン （ステファニー・ベンディット） - 看護部長
- スティーブ・マックイーン - ハウスのペットのねずみ

## 評価・受賞歴
番組はアメリカの視聴率ランキングトップ20の常連であり、第1シーズンでエミー賞の脚本賞を受賞したことからもうかがえるように番組の評価も高い。また、主役のハウスの一癖あるキャラクターを軽快に演じる主演のヒュー・ローリーは、ゴールデングローブ賞を始め数々の賞を得ている。第58回プライムタイム・エミー賞では第2シーズンにして作品賞の候補にあがったが、主演男優賞でローリーは候補にならず、そのことに対し多くの疑問の声があがった。ローリーは2007年の第59回プライムタイム・エミー賞では主演男優賞候補として無事ノミネートされている。
本作品は「オーソドックスでない主人公、厭世的な診断医」「医療版『シャーロック・ホームズ』にぴったりの症例」によって「この10年で最も異端な新しい医療ドラマ」にしたとして2006年ピーボディ賞を受賞。
アメリカ映画協会 (AFI) の2005年TV番組オブ・ザ・イヤーを受賞。
製作のデイヴィッド・ショアは第1シーズン第21話「3つの寓話」の脚本において、2005年エミー賞脚本部門を受賞。
ヒュー・ローリーは2006年と2007年にテレビドラマ男優部門でゴールデングローブ賞を受賞。2005年にはドラマシリーズ主演男優部門でエミー賞にノミネートされた。また、2007年にドラマシリーズ主演男優部門で全米映画俳優組合賞を受賞。

## 製作

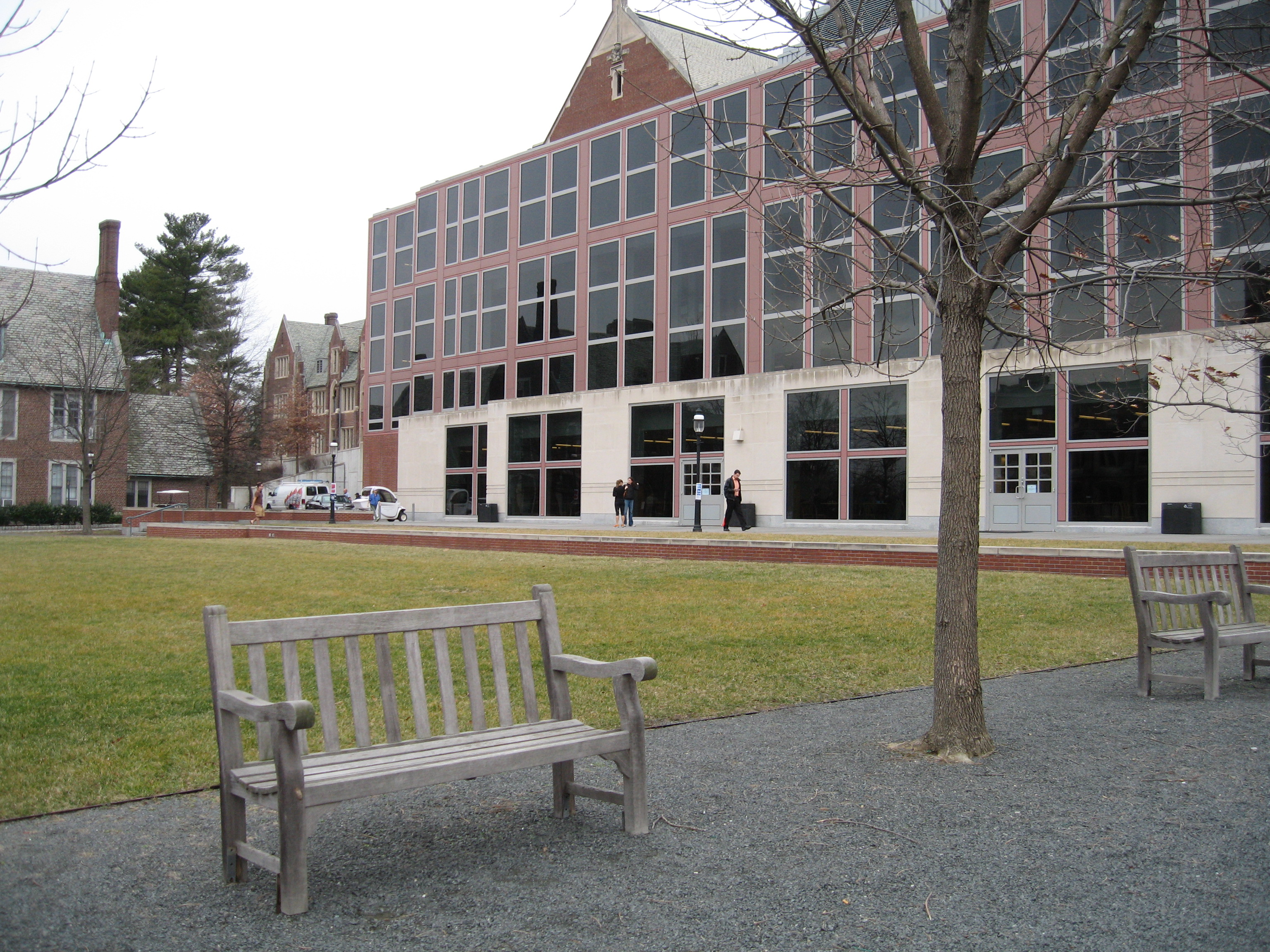
プリンストン大学のFrist Campus Center。外観のモデルとされた。

### テーマソング
オープニングテーマはマッシヴ・アタックの「Teardrop」である。オリジナルの「Teardrop」には歌詞があり、コクトー・ツインズのエリザベス・フレイザーがゲストボーカルとして歌っている。ただし、本作品のオープニングで使われているのは始めと終わりの楽器演奏の部分だけである。
日本語版の第1シーズンエンディングテーマはUVERworldの「GO-ON」。
ライセンスの問題のため日本のほか、南アフリカ、イギリス、ドイツ、スイス、スウェーデン、デンマーク、オーストラリア、ポルトガル、スペイン、イタリア、アイルランド、イスラエル、ニュージーランド、オランダ、ハンガリー、ラテンアメリカ、ギリシャ、香港、台湾、トルコではこの曲は使われていない。これらの国々ではジョン・エーリッヒ、ジェイソン・デラトカ、リー・ロバーツによってこのドラマ用に作られた「House End Credits」という曲が使われていた。しかし第2シーズンでエーリッヒとロバーツによる似た曲に置き換えられた。この曲はテレビ放送のみで使われており、DVDではオリジナルの（アメリカの）テーマソング（「Teardrop」）が使われている（ただし、日本でリリースされているDVDでは、テレビ放送でのテーマソングがそのまま使用されている）。
イギリスのパロディー番組『デッド・リンジャーズ』がHouseをもじるときは「Teardrop」をオープニングに使う。

### 撮影
撮影はカリフォルニア州ロサンゼルス市のセンチュリーシティにあるFOXの一画で行われている。病院外の大学キャンパスのシーンはカリフォルニア大学ロサンゼルス校にて撮影されている。

### 出演者のクレジット
最初の3シーズン後、エリック・フォアマン、アリソン・キャメロン、ロバート・チェイス の3名が辞職、あるいは、首になり、第4～6シーズンは、ジェニファー・モリソン(アリソン・キャメロン)、ジェシー・スペンサー(ロバート・チェイス)は、毎週ワンシーンぐらいの出演になったが、第1～第3シーズンと同じオープニングが使用され、名前がクレジットされていた。第4～第6シーズンのサブ主役であったカル・ペン(ローレンス・カトナー)、ピーター・ジェイコブソン(クリス・タウブ)、オリヴィア・ワイルド(レミー・ハドリー)は、ゲスト出演のママであった。特に第6シーズンで、ジェニファー・モリソンは、降板後もそのまま表示されていた。
第7シーズンでオープニングが変更され、ピーター・ジェイコブソン、オリヴィア・ワイルドの名前がクレジットとされるようになった。しかし、オリヴィア・ワイルドは、第2話から第17話まで出演していない。
クレジットされる順番では、ジェシー・スペンサーとピーター・ジェイコブソンが入れ替わっている回がある。

## その他
- 病院の棟の名前の多くはプリンストン大学の寮の名前から取られている（カイラーウィング、ウィザースプーンウィングなど）。またハウスのオフィスには同大学のキャンパスの写真が飾られている。
- ジェニファー・モリソンとジェシー・スペンサーは本作品が縁で2007年初頭に婚約を発表したが、同年8月に婚約を解消した。
- 出演者たちは数独中毒であるらしく、撮影現場では禁止されるまでに至ったという。あるエピソードではハウスがオフィスのコンピュータで数独を楽しんでいる様子が描かれている。
- シーズン4は、全米脚本家組合によるストライキの影響で話数が縮小された[12]。
- シーズン6第1話では、ハウスが医師免許を失効しているためか、タイトルが「HOUSE M.D.」ではなく「HOUSE」のみで表示されていた。

## エピソード

### 第1シーズン
| No.                                                                                                  | #  | 日本語題 原題                            | 監督                             | 脚本                                                                     | 合衆国視聴者数 （百万人） | 順位 （週間） | 放送日         |
| --- | -- | ---------------------------------------- | -------------------------------- | ------------------------------------------------------------------------ | ------------------------- | ------------- | -------------- |
| 1 | 1  | "診察嫌い" "Pilot (Everybody Lies)"      | ブライアン・シンガー             | デイヴィッド・ショア                                                     | 7.05                      | 62            | 2004年11月16日 |
| ゲスト出演: ロビン・タニー                                                                           |    |                                          |                                  |                                                                          |                           |               |                |
| 2 | 2  | "血縁関係" "Paternity"                   | ピーター・オファロン             | ローレンス・キャプロウ                                                   | 6.09                      | 68            | 2004年11月23日 |
| ゲスト出演: スコット・ミシュロウィック                                                               |    |                                          |                                  |                                                                          |                           |               |                |
| 3 | 3  | "多すぎた病名" "Occam's Razor"           | ブライアン・シンガー             | デイヴィッド・ショア                                                     | 6.33                      | 67            | 2004年11月30日 |
| ゲスト出演: ケヴィン・ゼガーズ、アレクシス・ソープ、フェイス・プリンス                               |    |                                          |                                  |                                                                          |                           |               |                |
| 4 | 4  | "院内感染" "Maternity"                   | ニュートン・トーマス・サイジェル | ピーター・ブレイク                                                       | 6.74                      | 61            | 2004年12月7日  |
| ゲスト出演: ヘディ・バーレス、エヴァー・キャラダイン                                                 |    |                                          |                                  |                                                                          |                           |               |                |
| 5 | 5  | "疑惑" "Damned If You Do"                | グレッグ・ヤイタネス             | サラ・B・クーパー                                                        | 6.91                      | 56            | 2004年12月14日 |
| ゲスト出演: エリザベス・ミッチェル                                                                   |    |                                          |                                  |                                                                          |                           |               |                |
| 6 | 6  | "ソクラテスの問答" "The Socratic Method" | ピーター・メダック               | ジョン・マンキウィッツ                                                   | 6.73                      | 50            | 2004年12月21日 |
| ゲスト出演: ステイシー・エドワーズ、アーロン・ヒメルスタイン                                         |    |                                          |                                  |                                                                          |                           |               |                |
| 7 | 7  | "罪と罰" "Fidelity"                      | ブライアン・スパイサー           | トーマス・L・モラン                                                      | 6.91                      | 53            | 2004年12月28日 |
| ゲスト出演: ドミニク・パーセル                                                                       |    |                                          |                                  |                                                                          |                           |               |                |
| 8 | 8  | "医療不信" "Poison"                      | ガイ・ファーランド               | マット・ウィッテン                                                       | 12.37                     | 25            | 2005年1月25日  |
| ゲスト出演: ジョン・パトリック・アメドリ                                                             |    |                                          |                                  |                                                                          |                           |               |                |
| 9 | 9  | "生きる希望" "DNR"                       | フレデリック・キング・ケラー     | デヴィッド・フォスター                                                   | 12.75                     | 14            | 2005年2月1日   |
| ゲスト出演: ハリー・J・レニックス、ブランディ、マイク・スター                                        |    |                                          |                                  |                                                                          |                           |               |                |
| 10                                                                                                   | 10 | "身元不明の女" "Histories"               | ダン・アティアス                 | ジョエル・トンプソン                                                     | 14.97                     | 15            | 2005年2月8日   |
| ゲスト出演: レスリー・ホープ                                                                         |    |                                          |                                  |                                                                          |                           |               |                |
| 11                                                                                                   | 11 | "依存症" "Detox"                         | ネルソン・マコーミック           | ローレンス・キャプロウ & トーマス・L・モラン                             | 14.22                     | 17            | 2005年2月15日  |
| ゲスト出演: マーク・ハレリック、ニコラス・ダグスト、アマンダ・サイフリッド、モーリス・ゴディン       |    |                                          |                                  |                                                                          |                           |               |                |
| 12                                                                                                   | 12 | "ドーピング" "Sports Medicine"           | キース・ゴードン                 | ジョン・マンキウィッツ & デイヴィッド・ショア                            | 15.53                     | 13            | 2005年2月22日  |
| ゲスト出演: スコット・フォーリー、メレディス・モンロー、ブライアン・シンガー                         |    |                                          |                                  |                                                                          |                           |               |                |
| 13                                                                                                   | 13 | "父と息子" "Cursed"                      | ダニエル・サックハイム           | マット・ウィッテン & ピーター・ブレイク                                  | 15.53                     | 12            | 2005年3月1日   |
| ゲスト出演: ダリル・サバラ、ネスター・カーボネル、トレイシー・ミッデンドーフ                         |    |                                          |                                  |                                                                          |                           |               |                |
| 14                                                                                                   | 14 | "医師免許を賭けた嘘" "Control"           | ランディ・ジスク                 | ローレンス・キャプロウ                                                   | 17.33                     | 4             | 2005年3月15日  |
| ゲスト出演: サラ・クラーク、シャイ・マクブライド、カーリー・フォーラーノ                             |    |                                          |                                  |                                                                          |                           |               |                |
| 15                                                                                                   | 15 | "表と裏" "Mob Rules"                     | ティム・ハンター                 | デヴィッド・フォスター & ジョン・マンキウィッツ                          | 17.34                     | 7             | 2005年3月22日  |
| 16                                                                                                   | 16 | "肥満の原因" "Heavy"                     | フレッド・ガーヴァー             | トーマス・L・モラン                                                      | 18.28                     | 7             | 2005年3月29日  |
| ゲスト出演: ジェニファー・ストーン                                                                   |    |                                          |                                  |                                                                          |                           |               |                |
| 17                                                                                                   | 17 | "大統領候補のエイズ疑惑" "Role Model"    | ピーター・オファロン             | マット・ウィッテン                                                       | 15.04                     | 11            | 2005年4月12日  |
| ゲスト出演: ジョー・モートン                                                                         |    |                                          |                                  |                                                                          |                           |               |                |
| 18                                                                                                   | 18 | "自己犠牲" "Babies & Bathwater"          | ビル・ジョンソン                 | 原案: ピーター・ブレイク 脚本: ピーター・ブレイク & デイヴィッド・ショア | 17.48                     | 8             | 2005年4月19日  |
| ゲスト出演: マリン・ヒンクル                                                                         |    |                                          |                                  |                                                                          |                           |               |                |
| 19                                                                                                   | 19 | "隠れていた真実" "Kids"                  | デラン・サラフィアン             | トーマス・L・モラン & ローレンス・キャプロウ                             | 17.14                     | 12            | 2005年5月3日   |
| ゲスト出演: スカイ・マッコール・バートシアク                                                         |    |                                          |                                  |                                                                          |                           |               |                |
| 20                                                                                                   | 20 | "マゾヒズム" "Love Hurts"                | ブライアン・スパイサー           | サラ・B・クーパー                                                        | 18.80                     | 10            | 2005年5月10日  |
| ゲスト出演: ジョン・チョー、クリスティナ・コックス、ピーター・グレイブス、デイヴ・マシューズ         |    |                                          |                                  |                                                                          |                           |               |                |
| 21                                                                                                   | 21 | "3つの寓話" "Three Stories"              | パリス・バークレイ               | デイヴィッド・ショア                                                     | 17.68                     | 14            | 2005年5月17日  |
| ゲスト出演: セーラ・ウォード、ニコール・ビルダーバック、アンドリュー・キーガン、カルメン・エレクトラ |    |                                          |                                  |                                                                          |                           |               |                |
| 22                                                                                                   | 22 | "医師の使命" "Honeymoon"                 | フレデリック・キング・ケラー     | ローレンス・キャプロウ & ジョン・マンキウィッツ                          | 19.52                     | 5             | 2005年5月24日  |
| ゲスト出演: カリー・グレアム                                                                         |    |                                          |                                  |                                                                          |                           |               |                |

### 第2シーズン
| No.                                                                                | #  | 日本語題 原題                           | 監督                      | 脚本 | 合衆国 視聴者数 （百万人） | 順位 （週間） | 放送日         |
| ---------------------------------------------------------------------------------- | -- | --------------------------------------- | ------------------------- | --- | -------------------------- | ------------- | -------------- |
| 23                                                                                 | 1  | "命の重み" "Acceptance"                 | ダン・アティアス          | ラッセル・フレンド & ギャレット・ラーナー                                                                              | 15.91                      | 4             | 2005年9月13日  |
| ゲスト出演: LL・クール・J                                                          |    |                                         |                           | |                            |               |                |
| 24                                                                                 | 2  | "勇敢な少女" "Autopsy"                  | デラン・サラフィアン      | ローレンス・キャプロウ                                                                                                 | 13.64                      | 19            | 2005年9月20日  |
| ゲスト出演: サーシャ・ピーターズ                                                   |    |                                         |                           | |                            |               |                |
| 25                                                                                 | 3  | "失われた右手" "Humpty Dumpty"          | ダン・アティアス          | マット・ウィッテン | 13.37                      | 17            | 2005年9月27日  |
| 26                                                                                 | 4  | "人道的治療" "TB or Not TB"             | ピーター・オファロン      | デヴィッド・フォスター                                                                                                 | 12.18                      | 23            | 2005年11月1日  |
| ゲスト出演: ロン・リビングストン                                                   |    |                                         |                           | |                            |               |                |
| 27                                                                                 | 5  | "嘘つき親子" "Daddy's Boy"              | グレッグ・ヤイタネス      | トーマス・L・モラン | 14.15                      | 19            | 2005年11月8日  |
| ゲスト出演: クリフトン・パウエル、ヴィセラス・レオン・シャノン、ダイアン・ベイカー |    |                                         |                           | |                            |               |                |
| 28                                                                                 | 6  | "不正行為" "Spin"                       | フレッド・ガーヴァー      | サラ・ヘス | 12.95                      | 18            | 2005年11月15日 |
| ゲスト出演: クリストファー・ポラーハ                                               |    |                                         |                           | |                            |               |                |
| 29                                                                                 | 7  | "ストーカー" "Hunting"                  | グロリア・ムツィオ        | リズ・フリードマン | 14.72                      | 15            | 2005年11月22日 |
| ゲスト出演: マシュー・ジョン・アームストロング、ウィングス・ハウザー               |    |                                         |                           | |                            |               |                |
| 30                                                                                 | 8  | "診断ミス" "The Mistake"                | デヴィッド・セメル        | ピーター・ブレイク | 14.91                      | 19            | 2005年11月29日 |
| ゲスト出演: アリソン・スミス、ライアン・ハースト、アデール・ティシュラー           |    |                                         |                           | |                            |               |                |
| 31                                                                                 | 9  | "オオカミ少年" "Deception"              | デラン・サラフィアン      | マイケル・R・ペリー | 14.52                      | 7             | 2005年12月13日 |
| ゲスト出演: シンシア・ニクソン                                                     |    |                                         |                           | |                            |               |                |
| 32                                                                                 | 10 | "届かない言葉" "Failure to Communicate" | ジェイス・アレクサンダー  | ドリス・イーガン | 14.83                      | 15            | 2006年1月10日  |
| ゲスト出演: マイケル・オキーフ、エリカ・ギンペル                                   |    |                                         |                           | |                            |               |                |
| 33                                                                                 | 11 | "献身" "Need to Know"                   | デヴィッド・セメル        | パメラ・デイヴィス | 22.24                      | 8             | 2006年2月7日   |
| ゲスト出演: ジュリー・ワーナー、エドワード・カー、エル・ファニング                 |    |                                         |                           | |                            |               |                |
| 34                                                                                 | 12 | "検査法" "Distractions"                 | ダン・アティアス          | ローレンス・キャプロウ                                                                                                 | 19.20                      | 10            | 2006年2月14日  |
| ゲスト出演: リサ・ダー、クリストファー・カズンズ                                   |    |                                         |                           | |                            |               |                |
| 35                                                                                 | 13 | "心と体" "Skin Deep"                    | ジム・ヘイマン            | 原案: ラッセル・フレンド & ギャレット・ラーナー 脚本: ラッセル・フレンド & ギャレット・ラーナー & デイヴィッド・ショア | 14.18                      | 17            | 2006年2月20日  |
| ゲスト出演: キャメロン・リチャードソン、トム・ヴェリカ                             |    |                                         |                           | |                            |               |                |
| 36                                                                                 | 14 | "浮気の代償" "Sex Kills"                | デヴィッド・セメル        | マット・ウィッテン | 20.56                      | 7             | 2006年3月7日   |
| ゲスト出演: グレッグ・グランバーグ、ハワード・ヘッセマン、ケリー・リン・プラット   |    |                                         |                           | |                            |               |                |
| 37                                                                                 | 15 | "幸せな2人" "Clueless"                  | デラン・サラフィアン      | トーマス・L・モラン | 21.44                      | 6             | 2006年3月28日  |
| ゲスト出演: サマンサ・マシス、エディ・ミルズ                                       |    |                                         |                           | |                            |               |                |
| 38                                                                                 | 16 | "侵入者" "Safe"                         | フェリックス・アルカラ    | ピーター・ブレイク | 22.71                      | 4             | 2006年4月4日   |
| ゲスト出演: ミシェル・トラクテンバーグ、ジェイク・マクドーマン                     |    |                                         |                           | |                            |               |                |
| 39                                                                                 | 17 | "ポーカーフェイス" "All In"             | フレッド・ガーヴァー      | デヴィッド・フォスター                                                                                                 | 21.20                      | 4             | 2006年4月11日  |
| ゲスト出演: ローラ・アレン、マッケンジー・アスティン                               |    |                                         |                           | |                            |               |                |
| 40                                                                                 | 18 | "睡眠不足" "Sleeping Dogs Lie"          | グレッグ・ヤイタネス      | サラ・ヘス | 22.64                      | 3             | 2006年4月18日  |
| ゲスト出演: ジェイマ・メイズ、ダリア・セーラム                                     |    |                                         |                           | |                            |               |                |
| 41                                                                                 | 19 | "ハウスvs神" "House vs. God"            | ジョン・F・ショウォルター | ドリス・イーガン | 24.52                      | 4             | 2006年4月25日  |
| ゲスト出演: トーマス・デッカー、ウィリアム・カット、サンドラ・マーシャル           |    |                                         |                           | |                            |               |                |
| 42                                                                                 | 20 | "恐れる医師 前編" "Euphoria (Part 1)"   | デラン・サラフィアン      | マシュー・V・ルイス | 22.71                      | 4             | 2006年5月2日   |
| ゲスト出演: スコット・マイケル・キャンベル                                         |    |                                         |                           | |                            |               |                |
| 43                                                                                 | 21 | "恐れる医師 後編" "Euphoria (Part 2)"   | デラン・サラフィアン      | ラッセル・フレンド & ギャレット・ラーナー & デイヴィッド・ショア                                                       | 17.16                      | 9             | 2006年5月3日   |
| ゲスト出演: チャールズ・S・ダットン                                                |    |                                         |                           | |                            |               |                |
| 44                                                                                 | 22 | "罪悪感" "Forever"                      | ダニエル・サックハイム    | リズ・フリードマン | 24.29                      | 4             | 2006年5月9日   |
| ゲスト出演: キップ・パルデュー、ヒラリー・タック                                   |    |                                         |                           | |                            |               |                |
| 45                                                                                 | 23 | "父親探し" "Who's Your Daddy?"          | マーサ・ミッチェル        | 原案: チャールズ・M・ダンカン & ジョン・マンキウィッツ 脚本: ジョン・マンキウィッツ & ローレンス・キャプロウ           | 22.38                      | 6             | 2006年5月16日  |
| ゲスト出演: D・B・スウィーニー                                                     |    |                                         |                           | |                            |               |                |
| 46                                                                                 | 24 | "幻覚" "No Reason"                      | デイヴィッド・ショア      | 原案: ローレンス・キャプロウ & デイヴィッド・ショア 脚本: デイヴィッド・ショア                                         | 25.47                      | 3             | 2006年5月23日  |
| ゲスト出演: イライアス・コティーズ、ミシェル・クラニー                             |    |                                         |                           | |                            |               |                |

### 第3シーズン
| No.                                                          | #  | 日本語題 原題                                   | 監督                             | 脚本 | 合衆国 視聴者数 （百万人） | 順位 （週間） | 放送日         |
| ------------------------------------------------------------ | -- | ----------------------------------------------- | -------------------------------- | --- | -------------------------- | ------------- | -------------- |
| 47                                                           | 1  | "生まれ変わったハウス" "Meaning"                | デラン・サラフィアン             | 原案: ラッセル・フレンド & ギャレット・ラーナー & ローレンス・キャプロウ & デイヴィッド・ショア 脚本: ローレンス・キャプロウ & デイヴィッド・ショア | 19.55                      | 2             | 2006年9月5日   |
| ゲスト出演: キャスリーン・クインラン、カーター・ジェンキンス |    |                                                 |                                  | |                            |               |                |
| 48                                                           | 2  | "宇宙人の襲来" "Cane and Able"                  | ダニエル・サックハイム           | 原案: ラッセル・フレンド & ギャレット・ラーナー & ローレンス・キャプロウ & デイヴィッド・ショア 脚本: ラッセル・フレンド & ギャレット・ラーナー     | 15.74                      | 14            | 2006年9月12日  |
| ゲスト出演: シェリル・リー                                   |    |                                                 |                                  | |                            |               |                |
| 49                                                           | 3  | "インフォームド・コンセント" "Informed Consent" | ローラ・イネス                   | デヴィッド・フォスター | 13.67                      | 21            | 2006年9月19日  |
| ゲスト出演: ジョエル・グレイ、レイトン・ミースター           |    |                                                 |                                  | |                            |               |                |
| 50                                                           | 4  | "カーペット闘争" "Lines in the Sand"            | ニュートン・トーマス・サイジェル | デヴィッド・ホセルトン | 14.52                      | 16            | 2006年9月26日  |
| ゲスト出演: レイトン・ミースター                             |    |                                                 |                                  | |                            |               |                |
| 51                                                           | 5  | "最愛の人" "Fools for Love"                     | デヴィッド・プラット             | ピーター・ブレイク | 14.18                      | 18            | 2006年10月31日 |
| 52                                                           | 6  | "ケ・セラ・セラ" "Que Sera Sera"                | デラン・サラフィアン             | トーマス・L・モラン | 16.11                      | 13            | 2006年11月7日  |
| ゲスト出演: プルイット・テイラー・ヴィンス                   |    |                                                 |                                  | |                            |               |                |
| 53                                                           | 7  | "目覚めた患者" "Son of Coma Guy"                | ダン・アティアス                 | ドリス・イーガン | 14.60                      | 19            | 2006年11月14日 |
| 54                                                           | 8  | "良心の痛み" "Whac-A-Mole"                      | ダニエル・サックハイム           | パメラ・デイヴィス | 15.20                      | 11            | 2006年11月21日 |
| 55                                                           | 9  | "裏切り者" "Finding Judas"                      | デラン・サラフィアン             | サラ・ヘス | 17.30                      | 5             | 2006年11月28日 |
| 56                                                           | 10 | "取引" "Merry Little Christmas"                 | トニー・トー                     | リズ・フリードマン | 11.77                      | 18            | 2006年12月12日 |
| 57                                                           | 11 | "リハビリ" "Words and Deeds"                    | ダニエル・サックハイム           | レオナルド・ディック | 17.78                      | 5             | 2007年1月9日   |
| 58                                                           | 12 | "同室のよしみ" "One Day, One Room"              | フアン・J・カンパネラ            | デイヴィッド・ショア | 27.34                      | 7             | 2007年1月30日  |
| 59                                                           | 13 | "彼と家族の事情" "Needle in a Haystack"         | ピーター・オファロン             | デヴィッド・フォスター | 24.88                      | 4             | 2007年2月6日   |
| 60                                                           | 14 | "鈍感な体" "Insensitive"                        | デラン・サラフィアン             | マシュー・V・ルイス | 25.99                      | 3             | 2007年2月13日  |
| ゲスト出演: ミカ・ブーレム                                   |    |                                                 |                                  | |                            |               |                |
| 61                                                           | 15 | "人生に幸あれ" "Half-Wit"                       | ケイティ・ジェイコブス           | ローレンス・キャプロウ | 24.40                      | 4             | 2007年3月6日   |
| 62                                                           | 16 | "デジャヴ" "Top Secret"                         | デラン・サラフィアン             | トーマス・L・モラン | 20.80                      | 4             | 2007年3月27日  |
| 63                                                           | 17 | "胎児の秘密" "Fetal Position"                   | マット・シャックマン             | ラッセル・フレンド & ギャレット・ラーナー | 20.35                      | 4             | 2007年4月3日   |
| 64                                                           | 18 | "機内感染" "Airborne"                           | エロディ・キーン                 | デヴィッド・ホセルトン | 21.57                      | 4             | 2007年4月10日  |
| 65                                                           | 19 | "早熟" "Act Your Age"                           | ダニエル・サックハイム           | サラ・ヘス | 22.41                      | 3             | 2007年4月17日  |
| 66                                                           | 20 | "救えない命" "House Training"                   | ポール・マクレーン               | ドリス・イーガン | 20.81                      | 3             | 2007年4月24日  |
| 67                                                           | 21 | "ドナー" "Family"                               | デヴィッド・ストレイトン         | リズ・フリードマン | 21.13                      | 4             | 2007年5月1日   |
| 68                                                           | 22 | "抗うつ剤" "Resignation"                        | マーサ・ミッチェル               | パメラ・デイヴィス | 21.36                      | 3             | 2007年5月8日   |
| 69                                                           | 23 | "悪ガキ" "The Jerk"                             | ダニエル・サックハイム           | レオナルド・ディック | 21.19                      | 4             | 2007年5月15日  |
| 70                                                           | 24 | "旅立ちの時" "Human Error"                      | ケイティ・ジェイコブス           | トーマス・L・モラン & ローレンス・キャプロウ | 17.23                      | 1             | 2007年5月29日  |

### 第4シーズン
| No.                                 | #  | 日本語題 原題                                | 監督                         | 脚本 | 合衆国 視聴者数 （百万人） | 順位 （週間） | 放送日         |
| ----------------------------------- | -- | -------------------------------------------- | ---------------------------- | --- | -------------------------- | ------------- | -------------- |
| 71                                  | 1  | "一人ぼっちのハウス" "Alone"                 | デラン・サラフィアン         | 原案: ピーター・ブレイク 脚本: ピーター・ブレイク & デイヴィッド・ショア                                             | 14.52                      | 16            | 2007年9月25日  |
| 72                                  | 2  | "40人のサバイバル・バトル" "The Right Stuff" | デラン・サラフィアン         | ドリス・イーガン & レオナルド・ディック                                                                              | 17.44                      | 6             | 2007年10月2日  |
| 73                                  | 3  | "突き刺したナイフ" "97 Seconds"              | デヴィッド・プラット         | ラッセル・フレンド & ギャレット・ラーナー                                                                            | 18.03                      | 5             | 2007年10月9日  |
| 74                                  | 4  | "病室の死者たち" "Guardian Angels"           | デラン・サラフィアン         | デヴィッド・ホセルトン                                                                                               | 18.10                      | 5             | 2007年10月23日 |
| 75                                  | 5  | "鏡よ鏡" "Mirror Mirror"                     | デヴィッド・プラット         | デヴィッド・フォスター                                                                                               | 17.29                      | 7             | 2007年10月30日 |
| 76                                  | 6  | "極秘ミッション" "Whatever It Takes"         | フアン・J・カンパネラ        | 原案: トーマス・L・モラン 脚本: トーマス・L・モラン & ピーター・ブレイク                                             | 18.17                      | 6             | 2007年11月6日  |
| ゲスト出演: トーマス・F・ウィルソン |    |                                              |                              | |                            |               |                |
| 77                                  | 7  | "美女と野獣" "Ugly"                          | デヴィッド・ストレイトン     | ショーン・ホワイトセル                                                                                               | 16.95                      | 6             | 2007年11月13日 |
| 78                                  | 8  | "下着争奪戦" "You Don't Want to Know"        | レスリー・リンカ・グラッター | サラ・ヘス | 16.88                      | 6             | 2007年11月20日 |
| 79                                  | 9  | "ゲームオーバー" "Games"                     | デラン・サラフィアン         | エリ・アティー | 16.96                      | 7             | 2007年11月27日 |
| ゲスト出演: ジェレミー・レナー      |    |                                              |                              | |                            |               |                |
| 80                                  | 10 | "クリスマスの奇跡" "It's a Wonderful Lie"    | マット・シャックマン         | パメラ・デイヴィス                                                                                                   | 22.56                      | 6             | 2008年1月29日  |
| 81                                  | 11 | "氷壁の果て" "Frozen"                        | デヴィッド・ストレイトン     | リズ・フリードマン                                                                                                   | 29.04                      | 3             | 2008年2月3日   |
| ゲスト出演: ミラ・ソルヴィーノ      |    |                                              |                              | |                            |               |                |
| 82                                  | 12 | "変わりゆく人生" "Don't Ever Change"         | デラン・サラフィアン         | ドリス・イーガン & レオナルド・ディック                                                                              | 23.15                      | 3             | 2008年2月5日   |
| 83                                  | 13 | "優しさの伝染" "No More Mr. Nice Guy"        | デラン・サラフィアン         | デヴィッド・ホセルトン & デイヴィッド・ショア                                                                        | 14.51                      | N/A           | 2008年4月28日  |
| 84                                  | 14 | "スター誘拐事件" "Living the Dream"          | デヴィッド・ストレイトン     | サラ・ヘス & リズ・フリードマン                                                                                      | 13.26                      | N/A           | 2008年5月5日   |
| 85                                  | 15 | "ハウスの脳" "House's Head"                  | グレッグ・ヤイタネス         | 原案: ドリス・イーガン 脚本: ピーター・ブレイク & デヴィッド・フォスター & ラッセル・フレンド & ギャレット・ラーナー | 14.84                      | 9             | 2008年5月12日  |
| ゲスト出演: ジェイソン・ルイス      |    |                                              |                              | |                            |               |                |
| 86                                  | 16 | "ウィルソンの心臓" "Wilson's Heart"          | ケイティ・ジェイコブス       | ピーター・ブレイク & デヴィッド・フォスター & ラッセル・フレンド & ギャレット・ラーナー                              | 16.16                      | 7             | 2008年5月19日  |

### 第5シーズン
| No.                                  | #  | 日本語題 原題                                 | 監督                         | 脚本                                                                 | 合衆国視聴者数 （百万人） | 順位 （週間） | 放送日         |
| ------------------------------------ | -- | --------------------------------------------- | ---------------------------- | -------------------------------------------------------------------- | ------------------------- | ------------- | -------------- |
| 87                                   | 1  | "すべてを変える死" "Dying Changes Everything" | デラン・サラフィアン         | エリ・アティー                                                       | 14.77                     | 2             | 2008年9月16日  |
| 88                                   | 2  | "医師と探偵" "Not Cancer"                     | デヴィッド・ストレイトン     | デイヴィッド・ショア & ローレンス・キャプロウ                        | 12.37                     | 15            | 2008年9月23日  |
| 89                                   | 3  | "モルモット" "Adverse Events"                 | アンドリュー・バーンスタイン | キャロル・グリーン & ダスティン・パッドック                          | 12.97                     | 13            | 2008年9月30日  |
| 90                                   | 4  | "子供は親を選べない" "Birthmarks"             | デヴィッド・プラット         | ドリス・イーガン & デヴィッド・フォスター                            | 13.26                     | 10            | 2008年10月14日 |
| 91                                   | 5  | "幸運の13番" "Lucky Thirteen"                 | グレッグ・ヤイタネス         | リズ・フリードマン & サラ・ヘス                                      | 13.08                     | 16            | 2008年10月21日 |
| 92                                   | 6  | "夢遊病" "Joy"                                | デラン・サラフィアン         | デヴィッド・ホセルトン                                               | 13.49                     | 13            | 2008年10月28日 |
| 93                                   | 7  | "診察拒否" "The Itch"                         | グレッグ・ヤイタネス         | ピーター・ブレイク                                                   | 13.06                     | 14            | 2008年11月11日 |
| 94                                   | 8  | "16歳の嘘" "Emancipation"                     | ジム・ヘイマン               | パメラ・デイヴィス & レオナルド・ディック                            | 13.26                     | 13            | 2008年11月18日 |
| 95                                   | 9  | "命懸けの診断" "Last Resort"                  | ケイティ・ジェイコブス       | 原案: マシュー・V・ルイス 脚本: マシュー・V・ルイス & エリ・アティー | 12.87                     | 11            | 2008年11月25日 |
| 96                                   | 10 | "ダイエットの罠" "Let Them Eat Cake"          | デラン・サラフィアン         | ラッセル・フレンド & ギャレット・ラーナー                            | 12.51                     | 12            | 2008年12月2日  |
| 97                                   | 11 | "クリスマスの贈り物" "Joy to the World"       | デヴィッド・ストレイトン     | ピーター・ブレイク                                                   | 14.05                     | 7             | 2008年12月9日  |
| 98                                   | 12 | "消えない痛み" "Painless"                     | アンドリュー・バーンスタイン | トーマス・L・モラン & エリ・アティー                                 | 15.02                     | 5             | 2009年1月19日  |
| ゲスト出演: マーティン・ヘンダーソン |    |                                               |                              |                                                                      |                           |               |                |
| 99                                   | 13 | "危険な賭け" "Big Baby"                       | デラン・サラフィアン         | ローレンス・キャプロウ & デヴィッド・フォスター                      | 15.69                     | 9             | 2009年1月26日  |
| 100                                  | 14 | "負けるが勝ち" "The Greater Good"             | レスリー・リンカ・グラッター | サラ・ヘス                                                           | 14.87                     | 8             | 2009年2月2日   |
| 101                                  | 15 | "神を信じない神父" "Unfaithful"               | グレッグ・ヤイタネス         | デヴィッド・ホセルトン                                               | 14.19                     | 10            | 2009年2月16日  |
| 102                                  | 16 | "社交辞令" "The Softer Side"                  | デラン・サラフィアン         | リズ・フリードマン                                                   | 14.85                     | 6             | 2009年2月23日  |
| 103                                  | 17 | "嘘をつけない男" "The Social Contract"        | アンドリュー・バーンスタイン | ドリス・イーガン                                                     | 12.38                     | 16            | 2009年3月9日   |
| 104                                  | 18 | "死を告げるネコ" "Here Kitty"                 | フアン・J・カンパネラ        | ピーター・ブレイク                                                   | 13.13                     | 12            | 2009年3月16日  |
| 105                                  | 19 | "閉じ込められた心" "Locked In"                | ダン・アティアス             | ラッセル・フレンド & ギャレット・ラーナー & デヴィッド・フォスター   | 12.51                     | 15            | 2009年3月30日  |
| 106                                  | 20 | "突然の別れ" "Simple Explanation"             | グレッグ・ヤイタネス         | レオナルド・ディック                                                 | 13.29                     | 10            | 2009年4月6日   |
| 107                                  | 21 | "救世主" "Saviors"                            | マシュー・ペン               | エリ・アティー & トーマス・L・モラン                                 | 12.19                     | 11            | 2009年4月13日  |
| 108                                  | 22 | "2人のハウス" "House Divided"                 | グレッグ・ヤイタネス         | リズ・フリードマン & マシュー・V・ルイス                             | 11.69                     | 18            | 2009年4月27日  |
| 109                                  | 23 | "消えないアンバー" "Under My Skin"            | デヴィッド・ストレイトン     | ローレンス・キャプロウ & パメラ・デイヴィス                          | 12.04                     | 14            | 2009年5月4日   |
| 110                                  | 24 | "脳からのメッセージ" "Both Sides Now"         | グレッグ・ヤイタネス         | ドリス・イーガン                                                     | 12.74                     | 16            | 2009年5月11日  |

### 第6シーズン
| No.                                        | #  | 日本語題 原題                         | 監督                             | 脚本 | 合衆国 視聴者数 （百万人） | 順位 （週間） | 放送日         |
| ------------------------------------------ | -- | ------------------------------------- | -------------------------------- | --- | -------------------------- | ------------- | -------------- |
| 111                                        | 1  | "壊れたハウス 前編" "Broken (Part 1)" | ケイティ・ジェイコブス           | ラッセル・フレンド & ギャレット・ラーナー & デヴィッド・フォスター & デイヴィッド・ショア                                       | 15.76                      | 1             | 2009年9月21日  |
| ゲスト出演: フランカ・ポテンテ             |    |                                       |                                  | |                            |               |                |
| 112                                        | 2  | "壊れたハウス 後編" "Broken (Part 2)" | ケイティ・ジェイコブス           | ラッセル・フレンド & ギャレット・ラーナー & デヴィッド・フォスター & デイヴィッド・ショア                                       | 17.25                      | 1             | 2009年9月21日  |
| ゲスト出演: フランカ・ポテンテ             |    |                                       |                                  | |                            |               |                |
| 113                                        | 3  | "ネット診断" "Epic Fail"              | グレッグ・ヤイタネス             | サラ・ヘス & リズ・フリードマン                                                                                                 | 14.44                      | 1             | 2009年9月28日  |
| 114                                        | 4  | "独裁者" "The Tyrant"                 | デヴィッド・ストレイトン         | ピーター・ブレイク | 13.74                      | 10            | 2009年10月5日  |
| ゲスト出演: ジェームズ・アール・ジョーンズ |    |                                       |                                  | |                            |               |                |
| 115                                        | 5  | "カルマ" "Instant Karma"              | グレッグ・ヤイタネス             | トーマス・L・モラン | 13.50                      | 13            | 2009年10月12日 |
| 116                                        | 6  | "40年の命" "Brave Heart"              | マット・シャックマン             | ローレンス・キャプロウ | 11.65                      | 21            | 2009年10月19日 |
| 117                                        | 7  | "嘘だらけの夜" "Known Unknowns"       | グレッグ・ヤイタネス             | マシュー・V・ルイス & ドリス・イーガン                                                                                          | 13.31                      | 16            | 2009年11月9日  |
| 118                                        | 8  | "ハウスとチーム" "Teamwork"           | デヴィッド・ストレイトン         | エリ・アティー | 12.67                      | 18            | 2009年11月16日 |
| 119                                        | 9  | "平凡な天才" "Ignorance Is Bliss"     | グレッグ・ヤイタネス             | デヴィッド・ホセルトン | 11.95                      | 17            | 2009年11月23日 |
| 120                                        | 10 | "医師ウィルソン" "Wilson"             | レスリー・リンカ・グラッター     | デヴィッド・フォスター | 13.24                      | 6             | 2009年11月30日 |
| 121                                        | 11 | "麻薬密売人" "The Down Low"           | ニック・ゴメス                   | サラ・ヘス & リズ・フリードマン                                                                                                 | 12.25                      | 18            | 2010年1月11日  |
| 122                                        | 12 | "感情のない女" "Remorse"              | アンドリュー・バーンスタイン     | ピーター・ブレイク | 14.21                      | 6             | 2010年1月25日  |
| 123                                        | 13 | "家族の絆" "Moving the Chains"        | デヴィッド・ストレイトン         | ラッセル・フレンド & ギャレット・ラーナー                                                                                       | 13.38                      | 15            | 2010年2月1日   |
| 124                                        | 14 | "カディの1日" "5 to 9"                | アンドリュー・バーンスタイン     | トーマス・L・モラン | 13.60                      | 15            | 2010年2月8日   |
| 125                                        | 15 | "秘密のない生活" "Private Lives"      | サンフォード・ブックステイヴァー | ドリス・イーガン | 12.81                      | 13            | 2010年3月8日   |
| 126                                        | 16 | "潜在意識" "Black Hole"               | グレッグ・ヤイタネス             | ローレンス・キャプロウ | 11.37                      | 11            | 2010年3月15日  |
| 127                                        | 17 | "消えた赤ん坊" "Lockdown"             | ヒュー・ローリー                 | 原案: エリ・アティー & ピーター・ブレイク 脚本: ラッセル・フレンド & ギャレット・ラーナー & ピーター・ブレイク & エリ・アティー | 10.80                      | 17            | 2010年4月12日  |
| 128                                        | 18 | "決闘" "Knight Fall"                  | フアン・J・カンパネラ            | ジョン・C・ケリー | 10.81                      | 14            | 2010年4月19日  |
| 129                                        | 19 | "愛人" "Open and Shut"                | グレッグ・ヤイタネス             | リズ・フリードマン & サラ・ヘス                                                                                                 | 10.85                      | 14            | 2010年4月26日  |
| ゲスト出演: サラ・ウェイン・キャリーズ     |    |                                       |                                  | |                            |               |                |
| 130                                        | 20 | "倒れた花婿" "The Choice"             | フアン・J・カンパネラ            | デヴィッド・ホセルトン | 9.98                       | 22            | 2010年5月3日   |
| ゲスト出演: エヴァ・アムリ                 |    |                                       |                                  | |                            |               |                |
| 131                                        | 21 | "ストレス" "Baggage"                  | デヴィッド・ストレイトン         | ドリス・イーガン & デヴィッド・フォスター                                                                                       | 9.29                       | 27            | 2010年5月10日  |
| 132                                        | 22 | "がれきの下" "Help Me"                | グレッグ・ヤイタネス             | ラッセル・フレンド & ギャレット・ラーナー & ピーター・ブレイク                                                                  | 11.06                      | 17            | 2010年5月17日  |

### 第7シーズン
| No.                                                                    | #  | 日本語題 原題                             | 監督                             | 脚本                                                                       | 合衆国視聴者数 （百万人） | 順位 （週間） | 放送日         |
| ---------------------------------------------------------------------- | -- | ----------------------------------------- | -------------------------------- | -------------------------------------------------------------------------- | ------------------------- | ------------- | -------------- |
| 133                                                                    | 1  | "恋は嵐のように" "Now What?"              | グレッグ・ヤイタネス             | ドリス・イーガン                                                           | 10.54                     | N/A           | 2010年9月20日  |
| ゲスト出演: ジョージ・ワイナー、クリス・コナー、マシュー・サリンジャー |    |                                           |                                  |                                                                            |                           |               |                |
| 134                                                                    | 2  | "スケボー少女" "Selfish"                  | ダン・アティアス                 | エリ・アティー                                                             | 10.18                     | N/A           | 2010年9月27日  |
| 135                                                                    | 3  | "結末のない小説" "Unwritten"              | グレッグ・ヤイタネス             | ジョン・C・ケリー                                                          | 10.78                     | 25            | 2010年10月4日  |
| 136                                                                    | 4  | "マッサージ療法" "Massage Therapy"        | デヴィッド・ストレイトン         | ピーター・ブレイク                                                         | 9.69                      | N/A           | 2010年10月11日 |
| 137                                                                    | 5  | "奇跡の血" "Unplanned Parenthood"         | グレッグ・ヤイタネス             | デヴィッド・フォスター                                                     | 9.65                      | N/A           | 2010年10月18日 |
| 138                                                                    | 6  | "院内政治" "Office Politics"              | サンフォード・ブックステイヴァー | セス・ホフマン                                                             | 9.63                      | N/A           | 2010年11月8日  |
| 139                                                                    | 7  | "病院封鎖" "A Pox on Our House"           | タッカー・ゲイツ                 | ローレンス・キャプロウ                                                     | 10.77                     | 23            | 2010年11月15日 |
| 140                                                                    | 8  | "はりつけの刑" "Small Sacrifices"         | グレッグ・ヤイタネス             | デヴィッド・ホセルトン                                                     | 9.24                      | 19            | 2010年11月22日 |
| 141                                                                    | 9  | "救出劇" "Larger Than Life"               | ミゲル・サポチニク               | サラ・ヘス                                                                 | 10.52                     | 21            | 2011年1月17日  |
| 142                                                                    | 10 | "アメとムチ" "Carrot or Stick"            | デヴィッド・ストレイトン         | リズ・フリードマン                                                         | 10.45                     | 10            | 2011年1月24日  |
| 143                                                                    | 11 | "秘密の診断" "Family Practice"            | ミゲル・サポチニク               | ピーター・ブレイク                                                         | 12.33                     | 13            | 2011年2月7日   |
| 144                                                                    | 12 | "色あせない記憶" "You Must Remember This" | デヴィッド・プラット             | Kath Lingenfelter                                                          | 9.86                      | 24            | 2011年2月14日  |
| 145                                                                    | 13 | "2つの寓話" "Two Stories"                 | グレッグ・ヤイタネス             | トーマス・L・モラン                                                        | 10.41                     | 22            | 2011年2月21日  |
| 146                                                                    | 14 | "不況の波" "Recession Proof"              | S・J・クラークソン               | ジョン・C・ケリー                                                          | 11.01                     | 16            | 2011年2月28日  |
| 147                                                                    | 15 | "ノックアウト" "Bombshells"               | グレッグ・ヤイタネス             | リズ・フリードマン & サラ・ヘス                                            | 11.08                     | 13            | 2011年3月7日   |
| 148                                                                    | 16 | "自暴自棄" "Out of the Chute"             | サンフォード・ブックステイヴァー | ローレンス・キャプロウ & トーマス・L・モラン                               | 10.41                     | 14            | 2011年3月14日  |
| 149                                                                    | 17 | "セカンド・チャンス" "Fall from Grace"    | タッカー・ゲイツ                 | ジョン・C・ケリー                                                          | 9.49                      | 20            | 2011年3月21日  |
| 150                                                                    | 18 | "帰ってきた13番" "The Dig"                | マット・シャックマン             | デヴィッド・ホセルトン & サラ・ヘス                                        | 8.93                      | 21            | 2011年4月11日  |
| 151                                                                    | 19 | "最後の誘惑" "Last Temptation"            | ティム・ソーサム                 | デヴィッド・フォスター & リズ・フリードマン                                | 8.80                      | 19            | 2011年4月18日  |
| 152                                                                    | 20 | "色あせた思い出" "Changes"                | デヴィッド・ストレイトン         | 原案: エリ・アティー & セス・ホフマン 脚本: エリ・アティー                 | 8.57                      | N/A           | 2011年5月2日   |
| 153                                                                    | 21 | "八百長" "The Fix"                        | グレッグ・ヤイタネス             | 原案: トーマス・L・モラン 脚本: トーマス・L・モラン & デイヴィッド・ショア | 7.94                      | N/A           | 2011年5月9日   |
| 154                                                                    | 22 | "時間外診療" "After Hours"                | ミゲル・サポチニク               | セス・ホフマン & ラッセル・フレンド & ギャレット・ラーナー                 | 8.92                      | 24            | 2011年5月16日  |
| 155                                                                    | 23 | "爆発" "Moving On"                        | グレッグ・ヤイタネス             | Kath Lingenfelter & ピーター・ブレイク                                     | 9.11                      | 11            | 2011年5月23日  |

### 第8シーズン
| No. | #  | 日本語題 原題                       | 監督                             | 脚本                                                               | 合衆国視聴者数 （百万人） | 放送日                                                |
| --- | -- | ----------------------------------- | -------------------------------- | ------------------------------------------------------------------ | ------------------------- | ----------------------------------------------------- |
| 156 | 1  | "囚人ハウス" "Twenty Vicodin"       | グレッグ・ヤイタネス             | ピーター・ブレイク                                                 | 9.78                      | 2011年10月3日                                         |
| 157 | 2  | "仮釈放" "Transplant"               | ダン・アティアス                 | リズ・フリードマン & デヴィッド・フォスター                        | 6.85                      | 2011年10月10日                                        |
| 158 | 3  | "金持ちな患者" "Charity Case"       | グレッグ・ヤイタネス             | サラ・ヘス                                                         | 8.34                      | 2011年10月17日                                        |
| 159 | 4  | "CEOの決断" "Risky Business"        | サンフォード・ブックステイヴァー | セス・ホフマン                                                     | 6.65                      | 2011年10月31日                                        |
| 160 | 5  | "告白" "The Confession"             | ケイト・ウッズ                   | ジョン・C・ケリー                                                  | 7.55                      | 2011年11月7日                                         |
| 161 | 6  | "倒れたピエロ" "Parents"            | グレッグ・ヤイタネス             | エリ・アティー                                                     | 6.63                      | 2011年11月14日                                        |
| 162 | 7  | "おせっかい診断" "Dead & Buried"    | ミゲル・サポチニク               | デヴィッド・ホセルトン                                             | 7.46                      | 2011年11月21日                                        |
| 163 | 8  | "危ない妄想" "Perils of Paranoia"   | デヴィッド・ストレイトン         | トーマス・L・モラン                                                | 7.41                      | 2011年11月28日                                        |
| 164 | 9  | "よき伴侶" "Better Half"            | グレッグ・ヤイタネス             | Kath Lingenfelter                                                  | 8.76                      | 2012年1月23日                                         |
| 165 | 10 | "家出少女" "Runaways"               | サンフォード・ブックステイヴァー | Marqui Jackson                                                     | 8.73                      | 2012年1月30日                                         |
| 166 | 11 | "責任問題" "Nobody's Fault"         | グレッグ・ヤイタネス             | デヴィッド・フォスター & ラッセル・フレンド & ギャレット・ラーナー | 7.09                      | 2012年2月6日                                          |
| 167 | 12 | "刺されたチェイス" "Chase"          | マット・シャックマン             | ピーター・ブレイク & エリ・アティー                                | 7.16                      | 2012年2月13日                                         |
| 168 | 13 | "チームリーダー" "Man of the House" | コリン・バックシー               | サラ・ヘス & リズ・フリードマン                                    | 7.08                      | 2012年2月20日                                         |
| 169 | 14 | "見失った愛" "Love Is Blind"        | ティム・ソーサム                 | ジョン・C・ケリー                                                  | 5.94                      | 2012年2月27日 (グローバル) 2012年3月19日 (フォックス) |
| 170 | 15 | "反逆罪" "Blowing the Whistle"      | ジュリアン・ヒギンズ             | 原案: ダニー・ワイス 脚本: ダニー・ワイス & セス・ホフマン         | 6.67                      | 2012年4月2日                                          |
| 171 | 16 | "氷上の格闘家" "Gut Check"          | ミゲル・サポチニク               | ジェイミー・コンウェイ & デヴィッド・ホセルトン                    | 6.01                      | 2012年4月9日                                          |
| 172 | 17 | "恋愛事情" "We Need the Eggs"       | デヴィッド・ストレイトン         | ピーター・ブレイク & サラ・ヘス                                    | 5.61                      | 2012年4月16日                                         |
| 173 | 18 | "悪霊" "Body & Soul"                | ステファン・シュウォーツ         | ダスティン・パッドック                                             | 6.49                      | 2012年4月23日                                         |
| 174 | 19 | "過激な治療" "The C-Word"           | ヒュー・ローリー                 | ジョン・C・ケリー & Marqui Jackson                                 | 6.45                      | 2012年4月30日                                         |
| 175 | 20 | "親友の願い" "Post Mortem"          | ピーター・ウェラー               | デヴィッド・ホセルトン & Kath Lingenfelter                         | 6.09                      | 2012年5月7日                                          |
| 176 | 21 | "残される者" "Holding On"           | ミゲル・サポチニク               | ラッセル・フレンド & ギャレット・ラーナー & デヴィッド・フォスター | 6.45                      | 2012年5月14日                                         |
| 177 | 22 | "最期の時" "Everybody Dies"         | デイヴィッド・ショア             | デイヴィッド・ショア & ピーター・ブレイク & エリ・アティー         | 8.72                      | 2012年5月21日                                         |